# Siemens AG
Siemens AG és una empresa multinacional d'origen alemany i dedicada a les telecomunicacions, transport, medicina, finançament, energia, i a la il·luminació a través de la marca Osram, entre altres àrees de l'enginyeria. Les seves seus centrals estan a Múnic, Erlangen i Berlín.

## Història
L'empresa va ser fundada el 12 d'octubre de 1847 en un pis interior del carrer Schöneberg nº 19, Berlín per Werner von Siemens i Johann Georg Halske, sota el nom de Telegraphe-Bauanstalt von Siemens & Halske, a partir de 1897, Siemens & Halske AG. A la darreria del segle xix va començar a construir Siemensstadt a Berlín, un barri residencial i industrial que acull els seus empleats. El 1903, es va fundar Siemens-Schuckertwerke. El 1919 es va fundar Osram GmbH, Siemens & Halske i tres grups alemanys van dur a terme aquesta acció (entre ells AEG). Les accions de Osram són 100% de Siemens AG en l'actualitat. El 1932 es va fundar Siemens-Reiniger-Werke AG, que es dedicava a la medicina.
L'empresa va sobreviure a les dues guerres mundials, la primera gràcies a l'acció del tercer fill de Werner von Siemens, Carl Friedrich. A partir de 1966 es coneix com a Siemens AG, que va ser la unió de Siemens & Halske, Siemens-Reiniger-Werke i Siemens-Schuckertwerke. Aquesta acció es va dur a terme sota el mandat d'Ernst von Siemens, net de Werner.

## Presència a Catalunya
L'any 1897 l'enginyer barceloní Lluís Muntadas i Rovira fundà a Barcelona l'empresa La Industria Eléctrica que l'any 1910 es va unir a Siemens, creant-se la societat Siemens Schuckert Industria Eléctrica SA, com a subministrador d'equipament elèctric. Abans d'instal·lar-se a Catalunya, Siemens ja havia realitzat projectes significatius a Barcelona com la il·luminació del port de Barcelona amb llums d'arc voltaic, la il·luminació de l'antiga Estació de França, la implementació del primer tramvia elèctric de la ciutat (1899), la del funicular del Tibidabo (1901) i del Funicular de Vallvidrera (1905). A principis del segle XX la industrialització era més forta a Catalunya que a qualsevol altra part d'Espanya, i per això Siemens va comprar una fàbrica a Cornellà de Llobregat i s'uní a l'empresa de Lluís Muntadas.

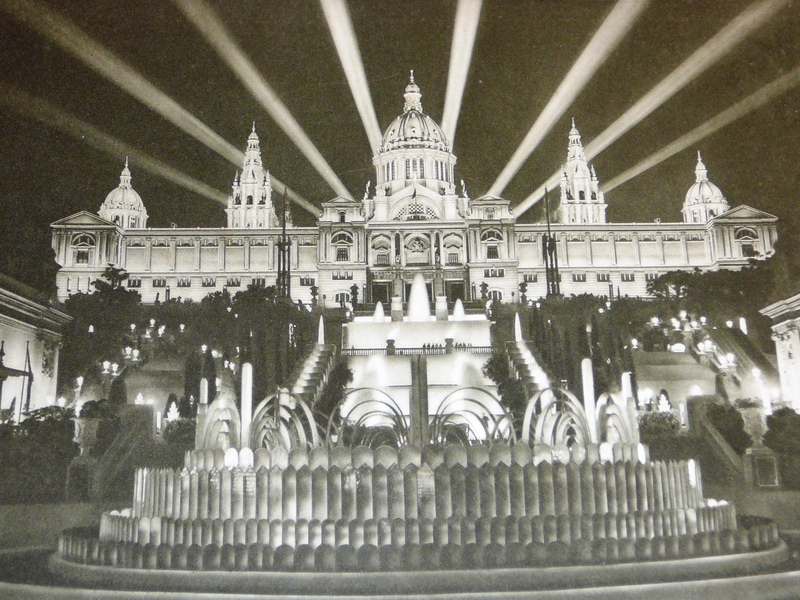
Il·luminació de l'Exposició Internacional de Barcelona de 1929

L'any 1929 l'empresa passa a anomenar-se Siemens Industria Eléctrica, SA i desenvolupa el seu primer gran projecte: la fabricació i muntatge dels 116 obeliscos lluminosos exposats a l'avinguda Maria Cristina en l'Exposició Internacional de Barcelona de 1929.
En la dècada de 1940 la fàbrica de Cornellà creix i desenvolupa productes per al mercat espanyol. Es fabriquen 11 línies diferents de productes, des de motors, generadors, transformadors i comptadors elèctrics fins a turbogeneradors i màquines especials. L'any 1955 s'inicia la producció de relés tèrmics i el 1956 de contactors elèctrics. L'any 1966 subministra el primer transformador de 200 MVA i 230 kV destinat a la Central Tèrmica de Sant Adrià de Besòs de FECSA.
L'any 1969 fabrica el primer turbogenerador per la central tèrmica d'Utrillas (Teruel) i produeix el motor número un milió. Tres anys després, l'empresa modifica el nom, passant de Siemens Industria Eléctrica a l'actual Siemens, S.A.. L'any 1973 subministra el primer turbogenerador dels tres destinats a la Central de Sant Adrià de Besòs. Durant la crisi económica mundial de 1975 inicia la fabricació d'interruptors diferencials. Tres anys després, fabrica el motor dos milions.
L'any 1982, avançant-se a una previsible entrada d'Espanya en el Mercat Comú Europeu i les exigències comunitàries, inicia una reconversió completa de la instal·lació, modernitzant el parc de màquines i les instal·lacions. En 1983 es subministra per a la Central Tèrmica de La Robla un turbogenerador de 435 MVA i 21 kV per a Unión Fenosa, i un any després els equips elèctrics per a la central nuclear de Trillo.
L'any 1986 inicia la fabricació de motors de tracció per a ferrocarrils del projecte del Metro de Medellín (Colòmbia). En 1987 comença la fabricació de components electrònics per a automòbils i targetes electròniques per a autòmats. L'any 1989 s'adeqüen les instal·lacions per a fabricar accionaments per a locomotores. S'inicia la creació de la unitat productiva de convertidors. En 1991 es posa en marxa la fabricació de circuits de via. L'any 1995 Cornellà és transformada en una fàbrica internacional dedicada a la producció exclusiva de material ferroviari, motors, convertidors i senyalització a nivell mundial. Es determinà que el 70% de la producció seria per a l'exportació. L'any 2009 subministrà els sistemes d'automatització de la Línia 9 del metro de Barcelona.
Va ser l'any 1999 que Siemens fou pionera a incorporar el català en els menús i en els manuals dels seus terminals. A més a més, l'any 2004 va incloure-hi també el text predictiu en català.
L'any 2010 la fàbrica de Cornellà tenia 400 treballadors, successors dels més de 4.000 que hi han passat durant més d'un segle.

## Controvèrsies
A la Segona Guerra Mundial l'empresa usà mà d'obra dels camps de concentració nazis, un terç de la producció va ser fabricada per treballadores forçades. Això deixa al descobert l'afinitat de Siemens amb el III Reich.